# Просте пояснення (Доктор Хаус)
«Просте пояснення» (англ. Simple Explanation)  — двадцята серія п'ятого сезону американського телесеріалу «Доктор Хаус». Прем'єра епізоду проходила на каналі FOX 6 квітня 2009. Доктор Хаус і його нова команда мають врятувати подружню пару, яка була дуже відданою один одному.

## Сюжет
Едді має серцеву недостатність, а у його дружини Шарлотти виникає зупинка дихання. У лікарні розуміють, що у жінки гостра дихальна недостатність. Тауб думає, що у жінки вірус Герпера Зостера, але вона хоче виписатись, щоб піти до чоловіка. Тауб вирішує перевезти Едді до лікарні, щоб вилікувати Шарлотту. Невдовзі після лікування їй стає краще, але потім різко стан погіршується. Попри це, Едді стає краще і він навіть може підніматися з ліжка. Катнер не приходить на роботу, тому Форман і Тринадцята йдуть до нього додому. Але у квартирі вони бачать його з простріленою головою. Команда спантеличена, але Хаус не хоче кидати справу і наказує почати лікування від полісерозиту. Аналізи не показують покращення стану жінки, проте показують значне покращення стану чоловіка.
Хаус каже подружжю, що у них гіпертрофічна кардіоміопатія, але у чоловіка серце занадто слабке, а у жінки занадто сильне. Він рекомендує спричинити у пацієнтки серцевий напад, щоб вбити зайвий м'яз. Чоловік не вірить в це і Хаус признається, що вважає, що у жінки була зупинка дихання, але її погіршення стану було імітованим. Шарлотта пояснює це тим, що побачила: чим гірше їй, тим краще Едді. Невдовзі у Шарлотти різко розсмоктується м'яз на нозі. Тауб вважає, що у жінки розсіяний склероз і Хаус наказує зробити МРТ пацієнтці та ЕХОКГ пацієнту. Проте у Шарлотти виникає розрив селезінки. Чейз видаляє її, але також помічає, що печінка вкрита рубцями. Хаус вважає, що у пацієнтки дефіцит альфа1-антитрепцину. Команда робить аналіз, але він не підтверджує версію. Шарлотта просить Тауба віддати її серце Едді, якщо вона помре. Невдовзі вона ламає шухлядку з ліками і вколює собі різні препарати. Команда стабілізує її стан, але печінка вже повністю мертва.
Хаус просить Кемерон поговорити з Едді, щоб той віддав свою печінку дружині. Чоловік погоджується, але Кемерон помічає вузлики на пальцях. Команда робить аналіз і розуміє, що у чоловіка бластомікоз, який і спричинилв серцеву недостатність. Чоловік має всі шанси на одужання, але він вимагає, щоб його печінка врятувала Шарлотту. Тауб каже жінці про задум її чоловіка і у неї починається жар. Тепер команда знає, що у неї інфекція. Хаус дізнається, що жінка хотіла побувати в Ріо-де-Жанейро і розуміє, що вона могла вже там побувати з іншим чоловіком. Шарлотта признається, що була там і Хаус наказує почати лікування від вісцерального лейшманіозу і почати пошук нової печінки, який вони не могли розпочати без діагнозу. Команда знаходить печінку, але розуміє, що Шарлотту вже не вилікувати.